# César González López
César González López, més conegut com a Mendiondo, (Madrid, 25 de juny de 1966) és un exfutbolista i entrenador madrileny, que ocupava la posició de defensa. A l'octubre del 2011 canvia legítimament els seus cognoms a César Mendiondo López, complint així el vell somni de preservar el cognom familiar pel qual sempre havia estat reconegut i pel qual també es va conèixer anteriorment al seu pare, José Mendiondo.

## Trajectòria
Va començar a destacar amb l'Atlètic de Madrid. Al conjunt matalasser va debutar en Primera la temporada 84/85, però, no va tornar a disputar un partit de la màxima categoria fins sis anys més tard, la temporada 90/91 i a les files del RCD Espanyol. Enmig, va militar a les files del Rayo Vallecano.
Mendiondo va ser un dels jugadors més representatius de l'Espanyol de principis de la dècada dels 90, jugant tant a Primera com Segona Divisió, tot i que combinava campanyes de titular amb altres de suplent. En total, va portar la samarreta perica en més de cent partits.
L'estiu de 1995 recala al CP Mérida, amb qui disputaria dos temporades en Primera (ambduès amb presència testimonial), i una altra en Segona, amb una mica més de minuts.
Després de la seua retirada, Mendiondo ha format part entre el 2000 i 2006 de l'organigrama tècnic de l'Atlètic de Madrid, i posteriorment, de la Federació Espanyola.
Actualment és entrenador de l'Hapoel Tel Aviv.